# Phytocrene racemosa
Phytocrene racemosa är en tvåhjärtbladig växtart som beskrevs av Herman Otto Sleumer. Phytocrene racemosa ingår i släktet Phytocrene och familjen Icacinaceae. Inga underarter finns listade i Catalogue of Life.